# 박창규
박창규(1970년 12월 18일~)는 대한민국의 카누 선수로, 1992년 하계 올림픽에 참가했다.